# شلالات نوهكاليكاي
شلالات نوهكاليكاي هي شلال يقع في ولاية ميغالايا، الهند على ارتفاع 340 متر.